# Zbiory B-wolne
Zbiory {\displaystyle {\mathcal {B}}-}wolne (lub zbiory liczb {\displaystyle {\mathcal {B}}-}wolnych) – zbiory wszystkich liczb całkowitych niebędących wielokrotnościami żadnej z liczb {\displaystyle b\in {\mathcal {B}}} dla danego zbioru {\displaystyle {\mathcal {B}}} będącego podzbiorem zbioru liczb naturalnych. Formalnie zbiór {\displaystyle {\mathcal {B}}-}wolny oznaczamy przez {\displaystyle {\mathcal {F}}_{\mathcal {B}}} i definiujemy
{\displaystyle {\mathcal {F}}_{\mathcal {B}}:=\mathbb {Z} \setminus \bigcup _{b\in {\mathcal {B}}}b\mathbb {Z} .}
Badaniem zbiorów {\displaystyle {\mathcal {B}}-}wolnych zajmuje się przede wszystkim teoria ergodyczna, chodź należą one do zagadnień teorii liczb. Główna strategia przyjęta w ramach badań polega na analizie topologicznych układów dynamicznych postaci {\displaystyle (X,S)} przy {\displaystyle (X,d)} będącej zwartą przestrzenią metryczną, gdzie {\displaystyle X\subset \{0,1\}^{\mathbb {Z} }}, tzn. {\displaystyle X} jest pewnym podzbiorem zbioru wszystkich ciągów {\displaystyle x\colon \mathbb {Z} \to \{0,1\}}, a {\displaystyle S\colon X\to X} jest lewym przesunięciem, tzn. {\displaystyle S(x)=y}, gdzie {\displaystyle y(k)=x(k-1)}. W takim układzie ciąg {\displaystyle \eta \in X} definiujemy jako funkcję charakterystyczną zbioru {\displaystyle {\mathcal {F}}_{\mathcal {B}}} ({\displaystyle \eta (k)=1} gdy {\displaystyle k} jest liczbą {\displaystyle {\mathcal {B}}-}wolną oraz {\displaystyle \eta (k)=0} w przeciwnym wypadku). W pracach najczęściej wykorzystuje się klasyczne wyniki teorii ergodycznej, jak np. twierdzenie ergodyczne Birkhoffa, a także wyniki z zakresu teorii miary czy chińskie twierdzenie o resztach. 
Przykładem zbioru liczb {\displaystyle {\mathcal {B}}-}wolnych jest zbiór liczb pierwszych wraz z {\displaystyle 1,-1} i liczbami pierwszymi przemnożonymi przez {\displaystyle -1}. Zbiór ten możemy otrzymać przyjmując {\displaystyle {\mathcal {B}}=\{pq\colon p,q\in \mathbb {P} \}}. Wówczas problem występowania bloku {\displaystyle (1,0,1)} czy innych w ciągu {\displaystyle \eta } jest równoważny z problemem liczb pierwszych bliźniaczych oraz innymi odpowiednikami. 
Jednym z najważniejszych problemów dotyczących zbiorów i liczb {\displaystyle {\mathcal {B}}-}wolnych jest nieskończoność występowania danych bloków 0 i 1 w ciągu {\displaystyle \eta }. Przykładowo, jeśli {\displaystyle (\eta (1),\eta (2),\eta (3))=(1,0,1)}, to można zadać pytanie, czy istnieje nieskończenie wiele liczb całkowitych {\displaystyle k}, dla których {\displaystyle (\eta (k+1),\eta (k+2),\eta (k+3))=(1,0,1)}. 
Jednym z czołowych matematyków zajmujących się badaniem zbiorów {\displaystyle {\mathcal {B}}-}wolnych jest Mariusz Lemańczyk.

## ZbioryXη,Xη~{\displaystyle X_{\eta },{\widetilde {X_{\eta }}}}iXB{\displaystyle X_{\mathcal {B}}}
Analiza struktury zbioru {\displaystyle {\mathcal {F}}_{\mathcal {B}}} oparta jest na analizie trzech układów dynamicznych:
- {\displaystyle (X_{\eta },S)}, gdzie {\displaystyle X_{\eta }} jest domknięciem orbity {\displaystyle O_{S}(\eta )=\{S^{n}\eta \colon n\in \mathbb {Z} \}},
- {\displaystyle ({\widetilde {X_{\eta }}},S)}, gdzie {\displaystyle {\widetilde {X_{\eta }}}} jest najmniejszym (w sensie zawierania) zbiorem dziedzicznym zawierającym {\displaystyle X_{\eta }} jako swój podzbiór. O zbiorze {\displaystyle A\subset \{0,1\}^{\mathbb {Z} }} powiemy, że jest dziedziczny, jeśli dla dowolnych ciągów {\displaystyle x,y\in \{0,1\}^{\mathbb {Z} }} takich, że {\displaystyle x(k)\leqslant y(k)} dla wszystkich {\displaystyle k\in \mathbb {Z} } warunek {\displaystyle y\in A} implikuje {\displaystyle x\in A},
- {\displaystyle (X_{\mathcal {B}},S)}, gdzie {\displaystyle X_{\mathcal {B}}=\{x\in \{0,1\}^{\mathbb {Z} }\colon |{\text{supp }}x{\text{ mod }}b|<b\}}. Warunek definiujący zbiór oznacza, że nie dla wszystkich {\displaystyle r\in \{0,1,\ldots ,b-1\}} istnieje {\displaystyle n\in \mathbb {Z} } taka, że {\displaystyle x(nb+r)=1}. Zbiór {\displaystyle X_{\mathcal {B}}} nazywamy zbiorem ciągów {\displaystyle {\mathcal {B}}-}dopuszczalnych.

Znany wynik z teorii układów dynamicznych mówi, że dla dowolnego {\displaystyle U} będącego otwartym otoczeniem {\displaystyle \eta } zbiór {\displaystyle \{n\in \mathbb {Z} \colon S^{n}\eta \in U\}} jest syndetyczny (ma ograniczone różnice między kolejnymi elementami) wtedy i tylko wtedy, gdy układ {\displaystyle (X_{\eta },S)} jest minimalny. Warunek syndetyczności powyższego zbioru jest znacznie silniejszy od występowania nieskończenie wielu takich samych bloków na {\displaystyle \eta }. Jednakże układ {\displaystyle (X_{\eta },S)} zwykle nie jest minimalny, dlatego występowanie bloków na {\displaystyle \eta } uzasadnia się z wykorzystaniem innych własności tego układu lub z wykorzystaniem tzw. kanonicznych liczników.

## Kanoniczny licznik
Dla danego zbioru {\displaystyle {\mathcal {B}}=\{b_{1},b_{2},\ldots \}} oznaczamy
{\displaystyle G_{\mathcal {B}}=\prod _{k\geqslant 1}\mathbb {Z} /b_{k}\mathbb {Z} }.
{\displaystyle G_{\mathcal {B}}} jest wówczas grupą abelową ze zdefiniowanym dodawaniem wzdłuż współrzędnych, {\displaystyle Tg=g+(1,1,1,\ldots )} (przy czym jeśli {\displaystyle g(k)=b_{k}-1}, to {\displaystyle (g+(1,1,1,\ldots ))(k)=0}). Topologia produktowa na {\displaystyle G_{\mathcal {B}}} jest metryzowalna, z (ograniczoną) metryką
{\displaystyle d(g,g')=\sum _{k\geqslant 1}{\frac {1}{2^{k}}}{\frac {|g_{k}-{g'}_{k}|}{1+|g_{k}-{g'}_{k}|}}}.
Oznaczamy {\displaystyle \mathbb {P} =\otimes m_{\mathbb {Z} /b\mathbb {Z} }} dla {\displaystyle m_{\mathbb {Z} /b\mathbb {Z} }} będących miarami zliczającymi, tzn. miarą produktową będącą jednocześnie miarą Haara (ponieważ wartość {\displaystyle \mathbb {P} (A)} nie zmienia się pod wpływem działania grupowego {\displaystyle T} na {\displaystyle A}). Układ {\displaystyle (G_{\mathcal {B}},T,\mathbb {P} )} nazywamy kanonicznym licznikiem (ang. canonical odometer) powiązanym z {\displaystyle {\mathcal {B}}}. Przykładowo, jeśli {\displaystyle A=\{g\in G_{\mathcal {B}}\colon \;g(1)=0,\;g(2)\in \{0,1\}\}}, to 
{\displaystyle \mathbb {P} (A)={\frac {1}{b_{1}}}\cdot {\frac {2}{b_{2}}}\cdot 1\cdot 1\cdot \ldots ={\frac {2}{b_{1}b_{2}}}}. 

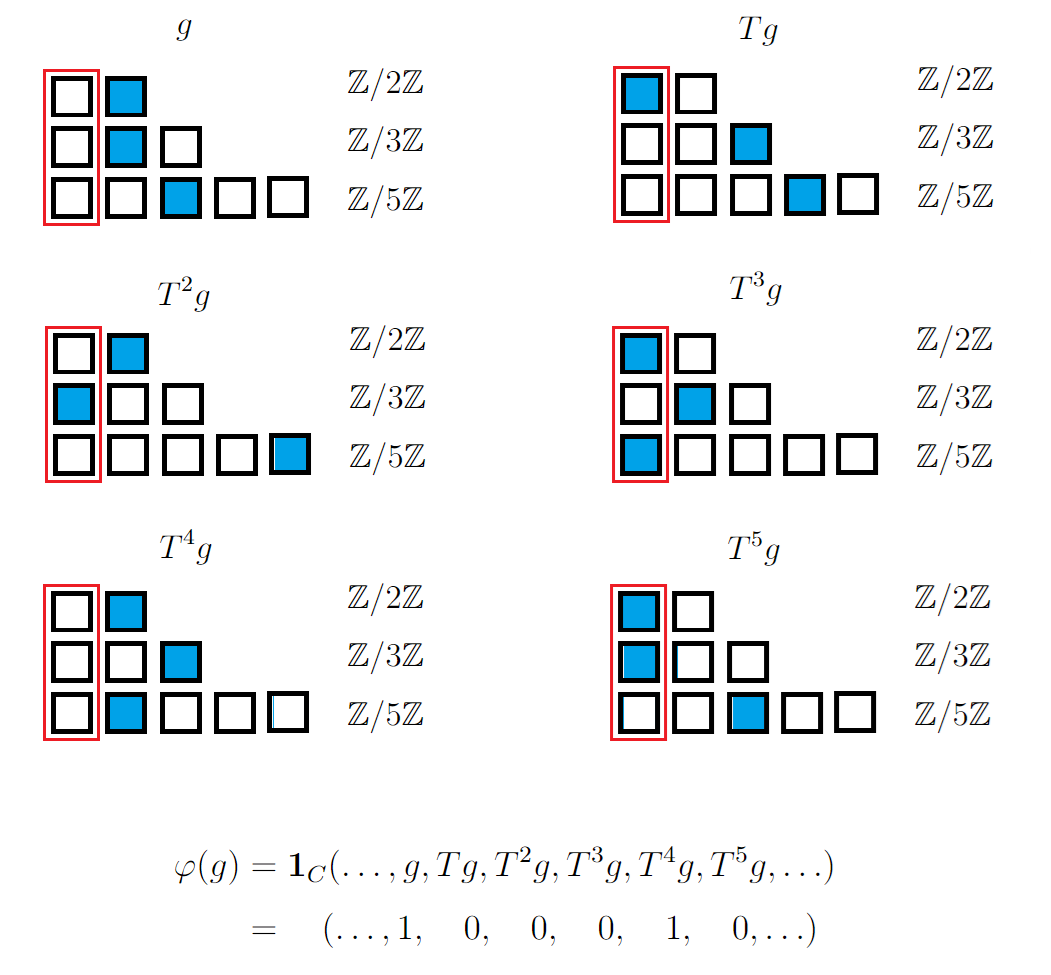
Przykład działania faktora dla i. Wyraz przyjmuje wartość równą 0, jeśli któraś ze współrzędnych w jest podzielna przez pewną liczbę (znajduje się w czerwonym prostokącie).

Własności kanonicznego liczniku mają ogromny wpływ na pierwotny układ dynamiczny, ponieważ istnieje faktor {\displaystyle \varphi \colon G_{\mathcal {B}}\to \{0,1\}^{\mathbb {Z} }} zadany przez {\displaystyle \varphi (g)(n)=\mathbf {1} _{C}(T^{n}g)} dla {\displaystyle C=\{g\in G_{\mathcal {B}}\colon \;g_{i}\neq 0,\;i=1,2,\ldots \}} taki, że {\displaystyle \varphi \circ T^{n}=S^{n}\circ \varphi } dla dowolnego {\displaystyle n\in \mathbb {Z} }, a ponadto, z CRT wynika, że {\displaystyle (G_{\mathcal {B}},T)} jest układem minimalnym. Dodatkowo, {\displaystyle (G_{\mathcal {B}},T)} spełnia definicję grupy abelowej, więc - ze względu na minimalność - jest ona jednoznacznie ergodyczna, tzn. istnieje tylko jedna miara ergodyczna mogąca być jej przypisana i jest nią {\displaystyle \mathbb {P} }.
Kanoniczny licznik możemy powiązać z układem {\displaystyle (X_{\mathcal {B}},S)} przy pomocy miary Mirsky'ego, zdefiniowanej dla dowolnego {\displaystyle A\subset X_{\mathcal {B}}} za pomocą odwrotności faktora {\displaystyle \varphi }, jako
{\displaystyle \nu (A)=\mathbb {P} (\varphi ^{-1}(A))}.

## Generyczność punktów
O elemencie {\displaystyle x\in \{0,1\}^{\mathbb {Z} }} powiemy, że jest generyczny, jeśli
{\displaystyle \lim _{N\to \infty }{\frac {1}{N}}\sum _{n=0}^{N-1}\mathbf {1} _{C}(S^{n}x)=\nu (C)}
dla dowolnego cylindra {\displaystyle C} (zbioru postaci {\displaystyle \{x\in \{0,1\}^{\mathbb {Z} }\colon \;x(j_{s})=0,\;s=1,2,\ldots ,r\}} dla pewnego skończonego {\displaystyle r\in \mathbb {N} }). Element ten nazwiemy quasi-generycznym, jeśli istnieje ciąg {\displaystyle (N_{k})} taki, że
{\displaystyle \lim _{k\to \infty }{\frac {1}{N_{k}}}\sum _{n=0}^{N_{k}-1}\mathbf {1} _{C}(S^{n}x)=\nu (C)}.
Wiadomo, że dla dowolnego {\displaystyle {\mathcal {B}}\subset \mathbb {N} } ciąg {\displaystyle \eta } jest quasi-generyczny, a jeśli {\displaystyle {\mathcal {B}}} spełnia warunek Besicovitcha
{\displaystyle \sum _{b\in {\mathcal {B}}}{\frac {1}{b}}<\infty },
to, ponadto, {\displaystyle \eta } jest generyczna.

## Obliczanie miary Mirsky'ego
Przy mierze Mirsky'ego zdefiniowanej za pomocą miary {\displaystyle \mathbb {P} } i odwzorowania {\displaystyle \varphi ^{-1}}, dla dowolnego skończonego zbioru {\displaystyle A\subset \mathbb {N} }, oznaczając cylinder {\displaystyle C_{A}^{1}=\{x\in \{0,1\}^{\mathbb {Z} }\colon \;x(k)=1,\;k\in A\}}, możemy pokazać, że
{\displaystyle \nu (C_{A}^{1})=\prod _{k\geqslant 1}\left(1-{\frac {|{\text{supp }}A{\text{ mod}}\;b_{k}|}{b_{k}}}\right)},
gdzie {\displaystyle {\text{supp}}} oznacza nośnik zbioru. Jeśli {\displaystyle A} jest skończony i {\displaystyle {\mathcal {B}}-}dopuszczalny ( {\displaystyle |{\text{supp }}A{\text{ mod}}\;b|<b} dla każdego {\displaystyle b\in {\mathcal {B}}}), to wykazujemy, że {\displaystyle \nu (C_{A}^{1})>0}.

## Wnioski w teorii liczb
Jeśli zbiór {\displaystyle {\mathcal {B}}=\{b_{1},b_{2},\ldots \}} spełnia warunki
{\displaystyle \sum _{b\in {\mathcal {B}}}{\frac {1}{b}}<\infty }
oraz {\displaystyle {\text{NWD}}(b_{i},b_{j})=1} dla {\displaystyle i\neq j}, to każdy blok, który występuje na {\displaystyle \eta } przynajmniej raz, będzie tam występował nieskończenie często. Wynika to z generyczności {\displaystyle \eta } oraz dodatniości miary {\displaystyle \nu (C_{A}^{1})} dla cylindra {\displaystyle C_{A}^{1}} odpowiadającego temu blokowi. Z warunku {\displaystyle {\text{NWD}}(b_{i},b_{j})=1} korzystamy, aby pokazać, że {\displaystyle (G_{\mathcal {B}},T)} jest minimalny, a z warunku Besicovitcha, żeby wykazać dodatniość miary.
Zbiór {\displaystyle {\mathcal {B}}} generujący {\displaystyle {\mathcal {F}}_{\mathcal {B}}} zbiór liczb pierwszych wraz z {\displaystyle 1,-1} i liczbami pierwszymi przemnożonymi przez {\displaystyle -1} nie spełnia powyższych założeń. Oznacza to, że teoria zbiorów {\displaystyle {\mathcal {B}}-}wolnych nie potrafi rozstrzygnąć problemów takich, jak hipoteza liczb pierwszych bliźniaczych.
Przykładami zbiorów {\displaystyle {\mathcal {B}}-}wolnych, dla których {\displaystyle {\mathcal {B}}} spełnia warunki, są:
- liczby bezkwadratowe (dla {\textstyle {\mathcal {B}}=\{p^{2}\colon p\in \mathbb {P} \}}),
- liczby deficytowe,
- liczby nadmiarowe.